# 2006年世界電信展

2006年世界電信展標誌

2006年世界電信展（英語：ITU Telecom World 2006）是國際電信聯盟（ITU）舉辦的全球大型通信科技展覽，2006年12月4日至12月8日於香港亞洲國際博覽館舉行。
世界電信展是全球電訊業最重要的活動，每三至四年舉行一次。自1971年首次在瑞士日內瓦舉辦以來，一直從未在其他城市舉行，因此這次展覽可謂是國際電信聯盟首次在世界其他城市舉行的同類活動。同期會進行2006年世界電信展青年論壇。
中國政府為大力支持这次展覽，決定在2006年停辦內地所有中國國內外的通訊展，並由中國郵電器材集團統籌內地企業蒞臨香港參展。據香港特區政府估計，到時全球各地的電訊業，包括部長級官員、買家、賣家，都會雲集展館，屆時會吸引超過十萬名旅客到港參觀，帶來超過12億港元的直接經濟收益。
下屆世界電信展將于2009年於日內瓦繼續舉辦。

## 展覽詳情
活動分為展覽會和論壇兩部分。在展覽會，業界人士可展示嶄新的設備、服務或技術；而論壇則有四大主題：「數碼生活」、「數碼生態」、「數碼社會」及「垃圾郵件工作坊」。論壇為參加人士提供溝通途徑，讓他們可就政策和規管、主要科技、商業應用系統及營商環境等重要事項進行討論。

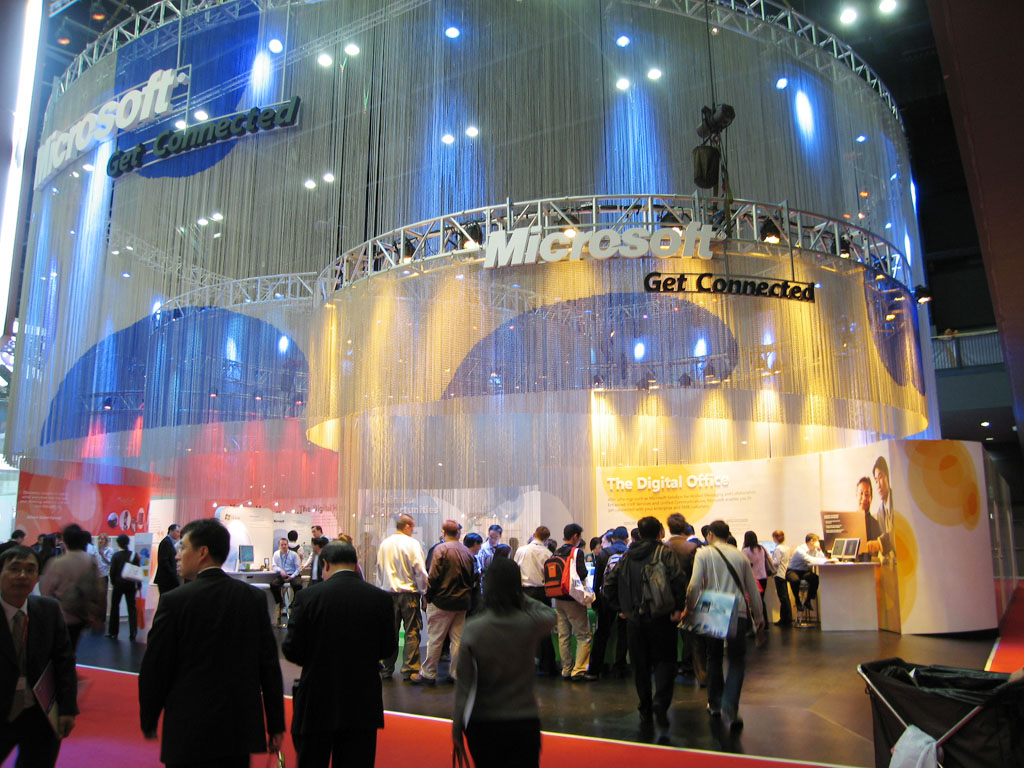
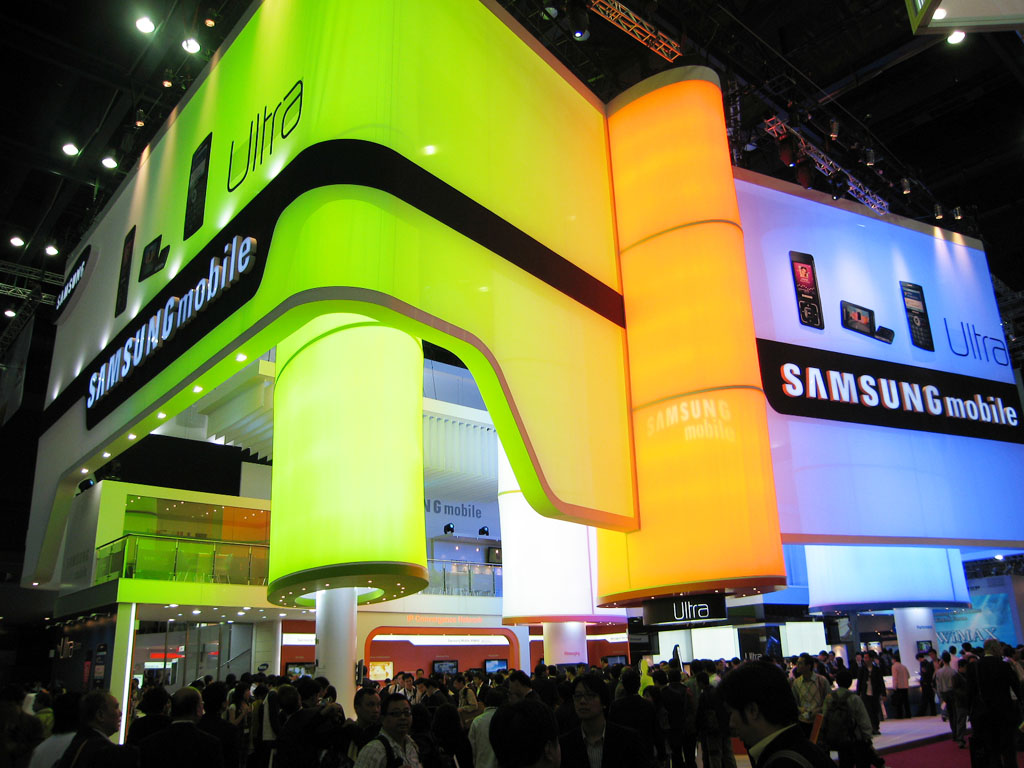
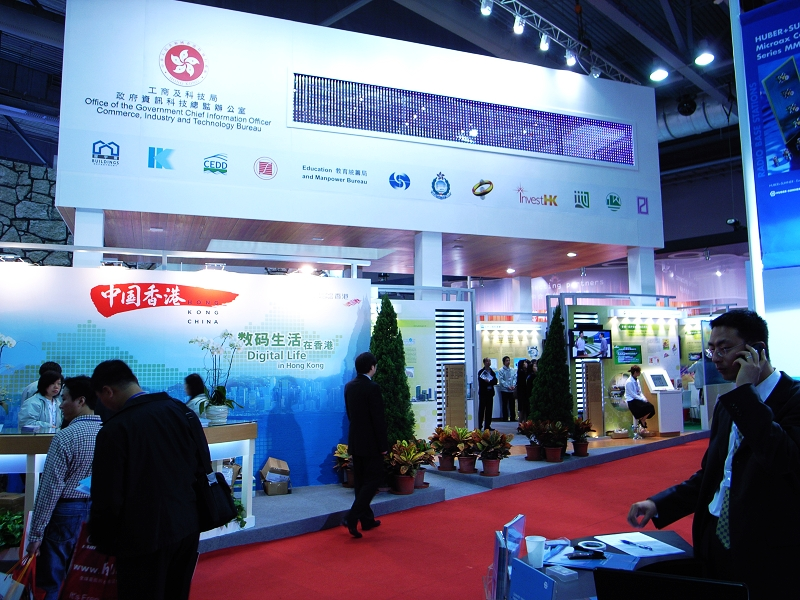
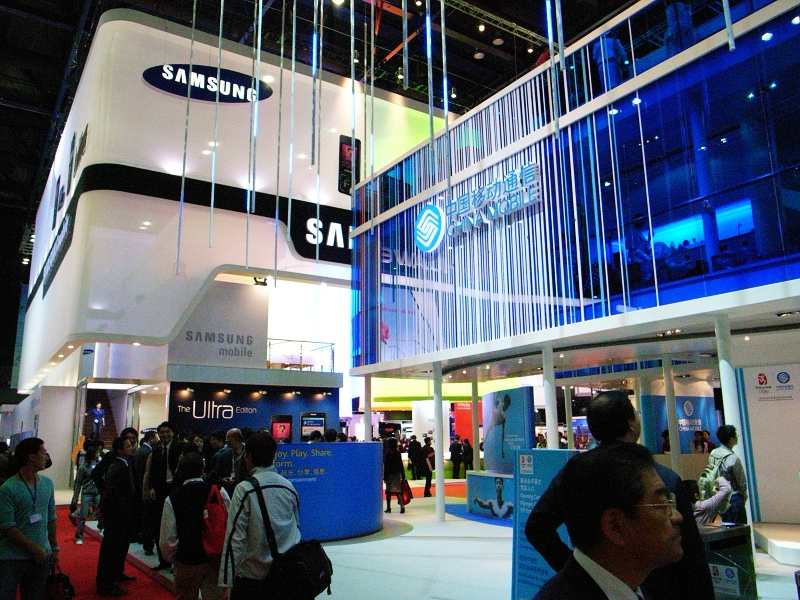

## 義工
是次2006世界電信展香港籌辦方委託香港義務工作發展局負責義工組織及協調工作。據悉將有上千人次的義工在不同的崗位工作。

## 地面電視廣播節目

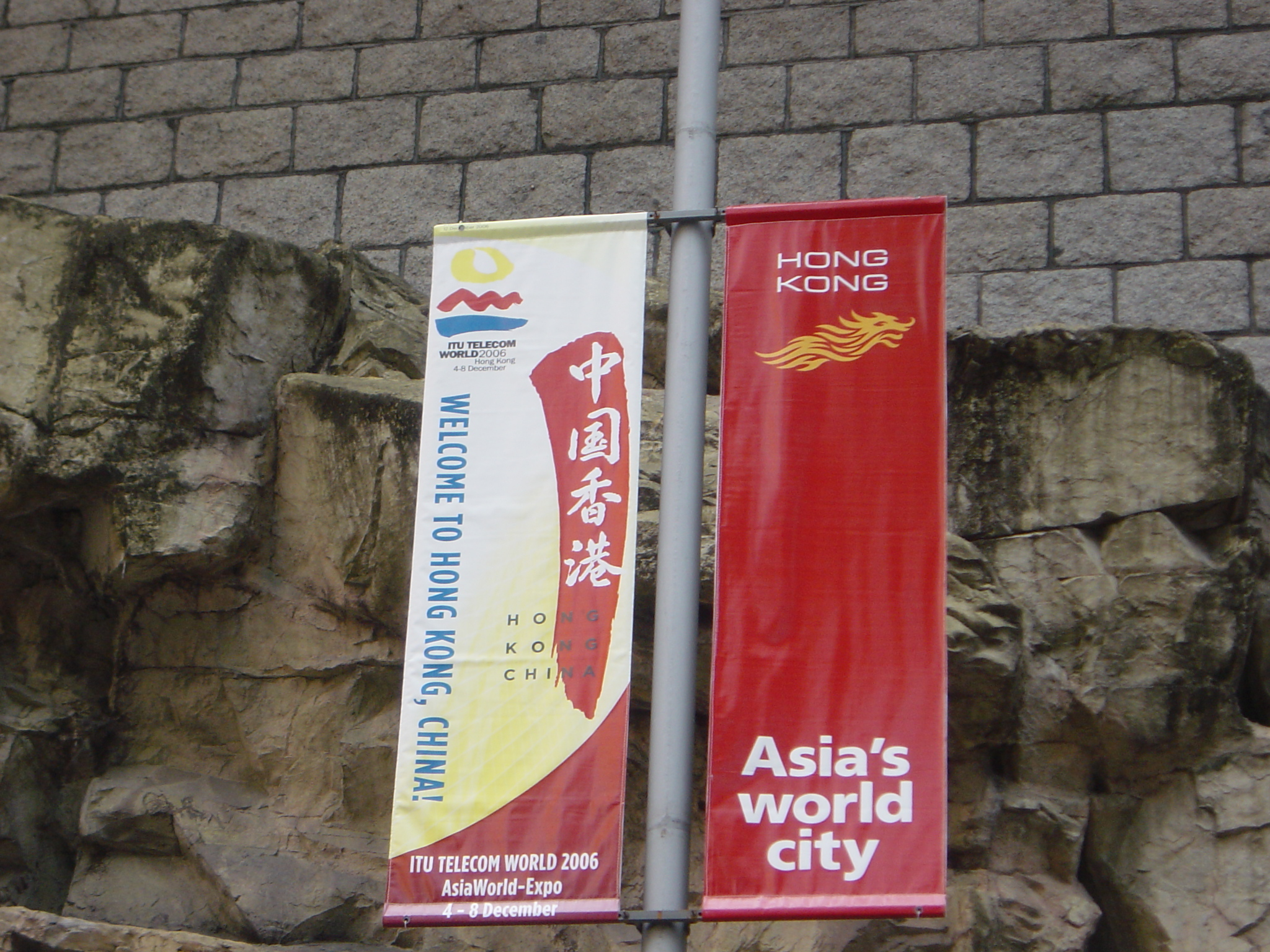
2006年世界電信展的宣傳旗幟

配合是次展覽，主辦單位在展覽前邀請電視廣播有限公司（無綫電視）作主辦城市特別媒體夥伴，並將每天在會場所舉行的論壇之嘉賓講話輯錄成電視節目《2006世界電信展》，於展覽期間在翡翠台、明珠台及無綫收費電視新聞二台播出。國際電信聯盟亦自設電視頻道，將會議及展覽內容透過now寬頻電視傳送至部份裝有Now的酒店。
播放時間（香港時間，GMT+8）：
- 翡翠台：2006年12月4日（0015-0100）；12月5日至7日（0130-0215）
- 明珠台：2006年12月4日至8日（0800-0900）
- 新聞二台：2006年12月4日至8日直播

## 外部連結
- 2006世界電信展官方網頁
- 2006年世界電信展香港網頁（页面存档备份，存于）
- 手機王專題報導-《ITU 2006》